# Joan-Benjamin Gaba
Joan-Benjamin Follyzo Amen Gaba (ur. 7 stycznia 2001 w Sèvres) – francuski judoka, medalista olimpijski z Paryża (2024).

## Życiorys
W 2024 roku wziął udział w Letnich Igrzyskach Olimpijskich w Paryżu, gdzie w rywalizacji judoków do 73 kilogramów zdobył srebrny medal, przegrywając w finale z Hidayətem Heydərovem. W turnieju drużyn mieszanych zdobył złoty medal.
Brązowy medalista mistrzostw Europy w 2024 i 2025 roku. 